# Eurycardiochiles jiulong
Eurycardiochiles jiulong är en stekelart som beskrevs av Chen, Whitfield och He 2004. Eurycardiochiles jiulong ingår i släktet Eurycardiochiles och familjen bracksteklar. Inga underarter finns listade i Catalogue of Life.